# Якобс, Марсель
Ламонт Марсель Якобс (итал. Lamont Marcell Jacobs; род. 26 сентября 1994[…], Эль-Пасо, Техас, США) — итальянский спринтер и прыгун в длину, двукратный олимпийский чемпион и чемпион Европы в помещении 2021 года. 1 августа 2021 года Якобс установил новый рекорд Европы в беге на 100 метров со временем 9,80 на Играх в Токио 2020, став олимпийским чемпионом. 6 августа 2021 года стал двукратным олимпийским чемпионом в составе сборной Италии, победившей в эстафете 4×100 м.
Якобс завершил сезон 2020—2021 годов лидером мирового рейтинга в беге на 60 метров.

## Биография
Мать Якобса итальянка, его отец родом из Техаса (родился в Эль-Пасо). В Техасе Якобс провёл месяц после рождения, после чего отца командировали в Южную Корею, и он вместе с матерью переехал в Дезенцано-дель-Гарда. Ламонт Марсель начал заниматься там легкой атлетикой в возрасте десяти лет, сначала предпочитая спринт, а затем открыл для себя прыжки в длину в 2011 году. Позже он переехал в Рим, где живёт со своей девушкой Николь и двумя детьми — Энтони и Меган (родились в 2019 и 2021 году). У Якобса есть сын Джереми (род. 2013) от предыдущих отношений, когда ему было 19 лет.
В 2016 году Якобс выиграл чемпионат Италии по легкой атлетике в прыжках в длину. С личным рекордом 8,07 м он занял десятое место в мировом рейтинге ИААФ по итогам легкоатлетического сезона в помещении 2017 года. На чемпионате Италии до 23 лет он прыгнул на 8,48 м, что стало лучшим показателем для итальянца, хотя этот результат нельзя признать национальным рекордом из-за ветра +2,8 м/с (засчитывают до +2,0 м/с).
13 мая 2021 года в Савоне он установил итальянский рекорд в беге на 100 метров с результатом 9,95 с, став 150-м человеком в истории, преодолевшим 10-секундный барьер. 26 июня 2021 года, несмотря на встречный ветер −1,0 м / с, он побил рекорд чемпионата Италии в Роверето с результатом 10,01 с и выиграл свой четвёртый национальный титул подряд.
Когда его спросили о его происхождении, он сказал, что чувствует себя на 100 % итальянцем, признав, что не очень хорошо говорит по-английски.
1 августа 2021 года на Олимпиаде-2020 в Токио Якобс стал олимпийским чемпионом в беге на 100 метров, показав в финале личный рекорд 9,80 с.
6 августа 2021 года стал двукратным олимпийским чемпионом в составе сборной Италии в мужской эстафете 4х100 метров.